# Ines Varenkamp
Ines Varenkamp (* 15. November 1963 in Varel) ist eine ehemalige deutsche  Radrennfahrerin.
Nachdem Ines Varenkamp 1984 Zweite bei den Deutschen Meisterschaften im Straßenrennen der Frauen geworden war, errang sie vier Jahre später den Meistertitel. 1982 war sie Deutsche Meisterin in der Einerverfolgung auf der Bahn geworden. Zudem feierte sie Etappensiege bei der Tour of Texas, dem Giro d’Italia Femminile, der Tour Cycliste Féminin  und weiteren Etappen-Rennen.
Ines Varenkamp nahm zweimal an Olympischen Spielen teil. 1984 in Los Angeles sowie 1988 in Seoul wurde sie jeweils Zwölfte im Straßenrennen. Varenkamp startete für den Verein HRC Hannover.